# Tetjana Jaschtschenko
Tetjana Jaschtschenko (auch Tetiana Yashchenko, ukrainisch Тетяна Ященко; * 20. März 2001 in Schytomyr) ist eine ukrainische Radsportlerin.

## Sportlicher Werdegang
Seit 2021 ist Tetjana Jaschtschenko im Leistungsradsport auf Bahn und Straße aktiv. 2021 und 2023 wurde sie nationale U23-Meisterin im Einzelzeitfahren. Bei den U23-Europameisterschaften 2023 errang sie die Bronzemedaille im Punktefahren auf der Bahn. 2024 sowie 2025 wurde sie ukrainische Meisterin in der Einerverfolgung, 2025 zudem im Omnium und im Scratch.
2024 gehörte Jaschtschenko zu dem ukrainischen National-Team, das bei den Straßen-Europameisterschaften in der  Mixed-Staffel Platz fünf belegte.

## Palmarés

### Straße
2021
- Ukrainische U23-Meisterin – Einzelzeitfahren

2023
- Ukrainische U23-Meisterin – Einzelzeitfahren

### Bahn
2023
- U23-Europameisterschaft – Punktefahren

2024
- Ukrainische Meisterin – Einerverfolgung

2025
- Ukrainische Meisterin – Einerverfolgung, Scratch, Punktefahren, Omnium